# Paula Sainz-Pardo
Paula Sainz-Pardo Hilara (Madrid, 6 de febrero de 1990) es una periodista y presentadora de televisión española.

## Trayectoria
Estudió Periodismo en la Universidad Rey Juan Carlos de Madrid y máster de Periodismo en Televisión de TVE del Instituto RTVE donde se graduó en 2014. Desde entonces, ha presentado todo tipo de programas e informativos de televisión con distintos registros.
La periodista Paula Sainz-Pardo ha sido la presentadora de programas que son referentes en televisión como Saber Vivir, La 2 noticias, Culturas 2 o los informativos del Canal 24 horas de RTVE.
Su primera experiencia en el mundo audiovisual, fue en EsRadio, en el programa La casa de los Giménez entre enero y junio de 2012, como locutora, redactora, guionista, community manager y gestora de contenidos.
Entre julio y agosto de 2012, realizó prácticas en los Informativos de TVE y el Canal 24 horas. Acabada esta experiencia, continuó sus estudios en Londres en Callan School.
En 2014 y 2015 realizó prácticas en el Informativo territorial de Madrid de Madrid de TVE y como asistente de Publicidad y de Promociones en la delegación de Sony Pictures en Madrid.
Comenzó a trabajar en televisión en 2015 como redactora de Aragón Noticias de Aragón TV y en Aquí en Madrid de Telemadrid.
Ese mismo año volvió a RTVE como copresentadora de La noche en 24 horas ,presentadora de Noticias 24h del Canal 24 horas, presentadora sustituta del Informativo territorial de Madrid y copresentadora del programa Emprende del Canal 24 horas.
En 2017 pasó a formar parte del equipo de Las mañanas de Cuatro con Javier Ruiz donde se encargó de cubrir la información sobre corrupción y tribunales desde la Audiencia Nacionaly el Tribunal Supremo.
En 2018, trabajó para el gabinete de prensa nacional en el Grupo Parlamentario de Ciudadanos delCongreso de los Diputados.
Comenzó como presentadora titular de La 2 noticias. En la edición de La 2 noticias emitida el 13 de diciembre de 2018, la periodista sorprendió a los telespectadores relatando en directo una experiencia personal de acoso sexual que sufrió cuando era niña. Su testimonio dio paso a un noticia sobre #Cuéntalo,un movimiento espontáneo en el que mujeres de todo el mundo compartieron en Twitter situaciones de acoso, abuso o agresiones sexuales y que surgió como denuncia tras la sentencia de La Manada del 26 de abril de 2018.
Desde 2020, con motivo de la pandemia de COVID-19, la emisión de La 2 noticias se suspende y pasa a la redacción de los Informativos de TVE y después al Canal 24 horas; primero para presentar por la mañana #Diario24 de lunes a viernes y desde septiembre La tarde en 24 horas de lunes a viernes, primero con Diego Losada
En 2022 presentó Culturas2 en La 2 de RTVE de lunes a jueves de 20h30 a 21h00.
Desde 2023 es presentadora de los informativos del Canal 24 horas horas de RTVE